# Verzweigtkettige Aminosäuren
| Verzweigtkettige proteinogene Aminosäuren |
| ----------------------------------------- |
| L-Leucin                                  |
| L-Isoleucin                               |
| L-Valin                                   |

Als verzweigtkettige Aminosäuren (abgekürzt BCAA für englisch Branched-Chain Amino Acids) bezeichnet man die proteinogenen Aminosäuren Valin, Leucin und Isoleucin. Sie gehören zu den essentiellen Aminosäuren, können also vom Körper nicht selbst gebildet werden, sondern müssen mit der Nahrung zugeführt werden. Sie kommen in allen proteinhaltigen Nahrungsmitteln vor.
Im Gegensatz zu anderen Aminosäuren werden verzweigtkettige Aminosäuren weniger in der Leber und mehr in anderen Geweben verstoffwechselt.

## Anwendungen
In der Medizin werden verzweigtkettige Aminosäuren unter anderem gegen eine Enzephalopathie in Folge einer Leberzirrhose und seit den 1980er Jahren in der Intensivmedizin eingesetzt.
Eine mögliche Anwendung in der Geriatrie wird diskutiert, bisher beschränkt sich die Studienlage aber auf Tierversuche. Daneben wird es seit über 50 Jahren zur Behandlung von Muskelatrophie eingesetzt, wobei die therapeutische Wirksamkeit diskutiert wird. Erhöhte Blutkonzentrationen von verzweigtkettigen Aminosäuren sind mit einem erhöhten Risiko für Diabetes mellitus Typ 2 assoziiert. Ein möglicher Zusammenhang mit Krebs und Herz-Kreislauf-Erkrankungen wird untersucht.
Im Sport werden verzweigtkettige Aminosäuren im Kraftsport und in Ausdauersportarten als Nahrungsergänzungsmittel eingesetzt. Die erhofften Wirkungen sind dabei ein verbesserter Muskelaufbau mit geringerem Muskelabbau und spätere Ermüdung bei Ausdauerbelastungen. Ein Vorteil der isolierten Verabreichung als Nahrungsergänzungsmittel ist wissenschaftlich nicht erwiesen. Eine erhöhte Einnahme von verzweigtkettigen Aminosäuren hemmt den Transport der Aminosäuren Tryptophan und Tyrosin durch die Blut-Hirn-Schranke. Aus Tryptophan wird der Neurotransmitter Serotonin und aus Tyrosin wird Dopamin gebildet, wobei dieser Effekt der verzweigtkettigen Aminosäuren sich vor allem auf die Aufnahme von Tryptophan auswirkt.

## Erkrankungen
Bei der Ahornsirupkrankheit (oder auch „Verzweigtkettenkrankheit“ genannt), einer autosomal-rezessiv vererbten Erbkrankheit, können die drei genannten verzweigtkettigen Aminosäuren nicht abgebaut werden. Ein spezieller Enzymkomplex, der für den Abbau der verzweigtkettigen Aminosäuren Leucin, Isoleucin und Valin benötigt wird, ist bei dieser Erkrankung defekt. Unbehandelt führt die Ahornsirupkrankheit nach der Geburt innerhalb weniger Wochen zu schweren Nervenschäden und bis zum Tod.